# Емил Димитриев
Емил Димитриев (на македонска литературна норма: Емил Димитриев) е политик от Северна Македония, министър-председател на страната от 2016 до 2017 г.

## Биография
Емил Димитриев е роден в град Пробищип, днес в Северна Македония. Завършва социология във Философския факултет на Скопския университет. През 2001-2008 г. работи в родния си край като служител в електроразпределително дружество и в хидросистемата на Злетовската река. През 2008-2013 г.е заместник-министър на отбраната на РМ. От 27 юли 2013 г. е генерален секретар на ВМРО-ДПМНЕ.
В средата на януари 2016 г., в съответствие с договора от Пържино, Емил Димитриев е предложен от ВМРО-ДПМНЕ и избран за председател на преходното правителство, което е натоварено със задачата да организира справедливи парламентарни избори.